# Zīsīs Mpampanasīs
Zīsīs Mpampanasīs (in greco Ζήσης Μπαμπανάσης?; Budapest, 3 agosto 1964) è uno schermidore greco, specialista della sciabola.

## Palmarès
In carriera ha conseguito i seguenti risultati:
- Europei di scherma

1991 - Vienna: bronzo nel sciabola individuale.